# Kells (stacja kolejowa)
Kells – nieistniejąca stacja kolejowa na linii kolejowej Farranfore – Valentia Harbour w Kells w hrabstwie Kerry w Irlandii. Została otwarta 12 września 1893 i zamknięta 1 lutego 1960.
W Kells po zlikwidowanej kolei pozostało stosunkowo dużo – w miejscu dawnej stacji nadal widoczne są dwa perony, budynek stacyjny z blachy falistej, dom dla zawiadowców oraz budynek sygnałowy.